# Władca komarów
Władca komarów (ang. Mansquito) – amerykański horror z 2005 roku w reżyserii Tibora Takácsa. Wyprodukowany przez Nu Image Films.
Światowa premiera filmu miała miejsce 5 marca 2005 roku na antenie Syfy.

## Fabuła
Doktor Jennifer Allen (Musetta Vander) szuka antidotum na chorobę przenoszoną przez owady. Testuje lek na seryjnym mordercy. Pogryziony przez insekty przestępca zmienia się w żądnego krwi człowieka komara. Podobną metamorfozę przechodzi Jennifer. Policjant Randall (Corin Nemec) próbuje opanować sytuację.

## Obsada
- Corin Nemec jako porucznik Tom Randall
- Musetta Vander jako doktor Jennifer Allen
- Matt Jordon jako Ray / Mansquito
- Patrick Dreikauss jako detektyw Charlie Morrison
- Jay Benedict jako doktor Aaron Michaels
- Christa Campbell jako Liz